# Marauder (Blackfoot)
| Recensione              | Giudizio    |
| ----------------------- | ----------- |
| AllMusic                | [ 1 ]       |
| Sputnikmusic            | 3.5 (Great) |
| Dizionario del Pop-Rock | [ 3 ]       |

Marauder è il quinto album in studio del gruppo rock statunitense Blackfoot, pubblicato nel 1981.

## Tracce

### LP
Tutte le tracce sono state composte da Rickey Medlocke e Jakson Spires, eccetto dove indicato.
Lato A
1. Good Morning – 3:34
2. Payin' for It – 3:35
3. Diary of a Workingman – 5:33
4. Too Hard to Handle – 4:00
5. Fly Away – 2:56

Lato B
1. Dry Country – 3:42
2. Fire of the Dragon – 4:03
3. Rattlesnake Rock 'n' Roller – 4:00 (Shorty Medlocke, Rick Medlocke, Jakson Spires)
4. Searchin' – 5:34

## Formazione
- Rick Rattlesnake Medlocke - voce solista, chitarra solista, chitarra ritmica, bottleneck guitar, chitarra acustica, chitarra a 12 corde
- Charlie Hargrett - chitarra solista, chitarra ritmica
- Greg T. Walker - basso, tastiere, accompagnamento vocale-cori
- Jakson Thunderfoot Spires - batteria, percussioni, accompagnamento vocale-cori

Altri musicisti
- Magic Rooster Pat McCaffrey - tastiere, strumenti a fiato
- Henry H-Bomb Weck - percussioni
- Dr. Dave Cavender - tromba
- Shorty Medlocke - banjo (brano: Rattlesnake Rock 'n' Roller (Prelude))
- Donna D. Davis e Pamela T. Vincent - cori di sottofondo

Note aggiuntive
- Al Nalli e Henry Weck - produttori (per la Al Nalli Productions, Inc.)
- Registrazioni effettuate al Subterranean Studio di Ann Arbor, Michigan
- Mixaggio effettuato al Bee Jay Studios di Orlando, Florida
- Henry Weck - ingegnere delle registrazioni
- Andy de Ganhal - assistente ingegnere del mixaggio
- Chris Loetscher, Dave Alber, J.W. Unger, Bandit Lights, Jerry Calhoun, Jim McKim - road crew
- Gijsbert van Frankenhuyzen - fotografia copertina frontale album originale
- Jim Houghton - fotografia retrocopertina album originale
- Lynn Dreese Breslin - design copertina album originale[4]

## Classifica
Album
| Anno | Classifica            | Posizione raggiunta |
| ---- | --------------------- | ------------------- |
| 1981 | Billboard 200         | 48                  |
| 1981 | Official Albums Chart | 38                  |

Singoli
| Anno | Titolo del brano | Classifica             | Posizione raggiunta |
| ---- | ---------------- | ---------------------- | ------------------- |
| 1981 | Fly Away         | Billboard Hot 100      | 42                  |
| 1981 | Fly Away         | Mainstream Rock Songs  | 9                   |
| 1982 | Dry Country      | Official Singles Chart | 43                  |